# Université d'État de Californie à Northridge
L'université d'État de Californie à Northridge (California State University, Northridge), aussi connue sous le nom de CSUN, Cal State Northridge ou C-Sun, est une université publique située dans la vallée de San Fernando, à Los Angeles (Californie). Elle a été fondée en 1958 sous le nom de San Fernando Valley State College. Depuis, c'est l'une des plus importantes universités de l'État, et la seule université publique de la vallée de San Fernando.

## Personnalités liées à l'université

### Professeurs
- Khaled Mattawa, poète, essayiste, traducteur et universitaire d'origine libyenne.

### Étudiants
- Douglas Emhoff, Deuxième gentleman de États-Unis
- Don Hahn, animateur et réalisateur des studios Disney [1].
- Austin Matelson, catcheur jouant actuellement dans All Elite Wrestling en tant que Luchasaurus.